# Associazione Calcio Renate 2020-2021
Questa voce raccoglie le informazioni riguardanti l'Associazione Calcio Renate nelle competizioni ufficiali della stagione 2020-2021.

## Stagione
Nella stagione 2021-2022 il Renate disputa il girone A del campionato di Serie C, raccoglie 65 punti con il terzo posto, disputa i Play-off, entrando in scena nella fase nazionale, grazie all'ottimo piazzamento nel torneo, incrocia il Matelica ottenendo due (1-1) ma superando il turno perché meglio piazzato, nel secondo turno la squadra nerazzurra affronta il Padova, perde a Meda (1-3) e vince a Padova (1-3), ma viene eliminato perché i biancoscudati sono giunti secondi nel loro girone. Per questa stagione il Renate è allenato da Aimo Diana, disputa una prima parte del torneo notevole, al termine del girone di andata è primo da solo con 42 punti, poi nel girone di ritorno si scioglie, ottenendo solo 23 punti. Con 13 reti il miglior realizzatore di stagione è stato Francesco Galuppini. La squadra nerazzurra partecipa anche alla Coppa Italia nazionale dove supera anche il primo turno eliminando (2-1) l'Avellino, poi nel secondo turno viene estromessa perdendo (2-1) con l'Empoli. In questa stagione non si è disputata la Coppa Italia di Serie C.

## Divise e sponsor
Il fornitore tecnico per la stagione 2020-2021 è Legea, mentre gli sponsor ufficiali sono Yale (sulla prima e terza divisa) e Carer (sulla seconda divisa).
| Casa | Trasferta | Terza divisa |

## Rosa
| N. |                    | Ruolo | Calciatore          |
| -- | ------------------ | ----- | ------------------- |
| 1  | Italia (bandiera)  | P     | Luca Gemello        |
| 2  | Italia (bandiera)  | D     | Tommaso Merletti    |
| 3  | Italia (bandiera)  | D     | Antonio Esposito    |
| 4  | Italia (bandiera)  | C     | Roberto Ranieri     |
| 5  | Italia (bandiera)  | A     | Tommy Maistrello    |
| 6  | Italia (bandiera)  | D     | Andrea Marafini     |
| 7  | Italia (bandiera)  | D     | Marco Anghileri     |
| 8  | Albania (bandiera) | C     | Elvis Kabashi       |
| 9  | Italia (bandiera)  | A     | Manuel Nocciolini   |
| 10 | Italia (bandiera)  | A     | Giuseppe Giovinco   |
| 11 | Italia (bandiera)  | A     | Lorenzo Sorrentino  |
| 12 | Italia (bandiera)  | P     | Fabrizio Bagheria   |
| 13 | Italia (bandiera)  | D     | Riccardo Santovito  |
| 14 | Italia (bandiera)  | A     | Francesco Galuppini |

| N. |                    | Ruolo | Calciatore           |
| -- | ------------------ | ----- | -------------------- |
| 16 | Italia (bandiera)  | D     | Antonio Magli        |
| 17 | Brasile (bandiera) | C     | Bruno Vicente        |
| 19 | Albania (bandiera) | C     | Erald Lakti          |
| 20 | Albania (bandiera) | C     | Armand Rada          |
| 21 | Italia (bandiera)  | C     | Loris Damonte        |
| 23 | Italia (bandiera)  | C     | Edoardo Confalonieri |
| 23 | Italia (bandiera)  | A     | Riccardo Burgio      |
| 24 | Italia (bandiera)  | D     | Marcello Possenti    |
| 25 | Italia (bandiera)  | A     | Carmine De Sena      |
| 27 | Italia (bandiera)  | D     | Davide Guglielmotti  |
| 28 | Italia (bandiera)  | D     | Jacopo Silva         |
| 30 | Italia (bandiera)  | C     | Francesco Marano     |
| 33 | Italia (bandiera)  | C     | Christian Langella   |
|    | Italia (bandiera)  | D     | Dario Teso           |

## Calciomercato

### Sessione estiva(dal 01/09 al 05/10)
| Acquisti | Acquisti           | Acquisti       | Acquisti      |
| R.       | Nome               | da             | Modalità      |
| -------- | ------------------ | -------------- | ------------- |
| P        | Fabrizio Bagheria  | Inter          | prestito      |
| P        | Luca Gemello       | Torino         | prestito      |
| P        | Simone Stucchi     | Tritium        | fine prestito |
| P        | Antonio Vinci      | NibionnOggiono | fine prestito |
| D        | Gabriel Corna      | Crema          | fine prestito |
| D        | Antonio Esposito   | Torino         | definitivo    |
| D        | Gabriele Marafini  | Pescara        | definitivo    |
| D        | Tommaso Merletti   | Milan          | definitivo    |
| D        | Riccardo Santovito | Reggiana       | prestito      |
| D        | Jacopo Silva       |                | svincolato    |
| D        | Dario Teso         | Giana Erminio  | fine prestito |
| D        | Elio Zalli         | Bologna        | definitivo    |
| C        | Gabriele Geraci    | Fanfulla       | fine prestito |
| C        | Erald Lakti        | Fiorentina     | prestito      |
| C        | Christian Langella | Pisa           | prestito      |
| C        | Francesco Marano   | Como           | definitivo    |
| C        | Stefano Pennati    | Legnano        | fine prestito |
| A        | Ivan Castria       | NibionnOggiono | fine prestito |
| A        | Giuseppe Giovinco  | Ravenna        | svincolato    |
| A        | Tommy Maistrello   | Fermana        | prestito      |

| Cessioni | Cessioni              | Cessioni       | Cessioni      |
| R.       | Nome                  | a              | Modalità      |
| -------- | --------------------- | -------------- | ------------- |
| P        | Luca Crosta           | Cagliari       | fine prestito |
| P        | Giacomo Satalino      | Sassuolo       | fine prestito |
| P        | Simone Stucchi        | Piacenza       | svincolato    |
| P        | Antonio Vinci         | PDHAE          | svincolato    |
| D        | Rayyan Baniya         | Verona         | fine prestito |
| D        | Gabriel Corna         | Lavello        | svincolato    |
| D        | Stefano Marchetti     | Atalanta       | fine prestito |
| D        | Luca Pizzul           | Triestina      | fine prestito |
| D        | Elio Zalli            | Sassuolo       | prestito      |
| C        | Gabriele Geraci       | Vogherese      | svincolato    |
| C        | Paolo Grbac           | Fermana        | svincolato    |
| C        | Alessio Militari      | Bologna        | fine prestito |
| C        | Stefano Pennati       | Casatese       | svincolato    |
| C        | Jacopo Scaccabarozzi  | Lecco          | fine prestito |
| A        | Ivan Castria          | NibionnOggiono | definitivo    |
| A        | Piergiuseppe Maritato |                | svincolato    |
| A        | Federico Pelle        | Inter          | fine prestito |
| A        | Vincenzo Plescia      | Vibonese       | prestito      |

### Sessione invernale(dal 04/01 al 01/02)
| Acquisti | Acquisti          | Acquisti | Acquisti   |
| R.       | Nome              | da       | Modalità   |
| -------- | ----------------- | -------- | ---------- |
| C        | Bruno Vicente     | Catania  | definitivo |
| A        | Riccardo Burgio   | Atalanta | prestito   |
| A        | Manuel Nocciolini | Parma    | prestito   |

| Cessioni | Cessioni             | Cessioni | Cessioni   |
| R.       | Nome                 | a        | Modalità   |
| -------- | -------------------- | -------- | ---------- |
| D        | Dario Teso           |          | svincolato |
| C        | Edoardo Confalonieri | Gozzano  | prestito   |
| A        | Carmine De Sena      | Carpi    | definitivo |
| A        | Lorenzo Sorrentino   | Cesena   | prestito   |

## Risultati

### Serie C

#### Girone di andata
| Arbitro: | Galipò (Firenze) |

|                                  |           |                                       |
| Kabashi 30’ Galuppini 41’ (rig.) | Marcatori | 15’, 59’ Gatto 34’ (rig.) Gabrielloni |

| Arbitro: | Giordano (Novara) |

|  |           |             |
|  | Marcatori | 59’ De Sena |

| Arbitro: | Petrella (Viterbo) |

|                                      |           |                    |
| Anghileri 16’ Galuppini 90+3’ (rig.) | Marcatori | 14’ (rig.) Rolando |

| Arbitro: | Pascarella (Nocera Inferiore) |

|  |           |            |
|  | Marcatori | 4’ Kabashi |

| Arbitro: | Milone (Taurianova) |

|                      |           |  |
| Galuppini 67’ (rig.) | Marcatori |  |

| Arbitro: | Cavaliere (Paola) |

|               |           |  |
| Giorgione 55’ | Marcatori |  |

| Arbitro: | Costanza (Agrigento) |

|  |           |                               |
|  | Marcatori | 55’ Marsura 81’ (rig.) Murilo |

| Arbitro: | Crezzini (Siena) |

|                            |           |                                         |
| Corbari 29’ Gonzi 75’, 88’ | Marcatori | 14’ Anghileri 38’ (rig.), 41’ Galuppini |

| Arbitro: | D'Ascanio (Ancona) |

|                             |           |  |
| Giovinco 27’ Maistrello 49’ | Marcatori |  |

| Arbitro: | Cascone (Nocera Inferiore) |

|  |           |                            |
|  | Marcatori | 31’ Giovinco 59’ Galuppini |

| Arbitro: | Ricci (Firenze) |

|               |           |                             |
| Buzzegoli 48’ | Marcatori | 68’ De Sena 90+2’ Galuppini |

| Arbitro: | N. Marini (Trieste) |

|                        |           |            |
| Galuppini 18’ Rada 73’ | Marcatori | 59’ Eusepi |

| Arbitro: | Bitonti (Bologna) |

|  |           |                                 |
|  | Marcatori | 10’ Kabashi 64’ (rig.) Giovinco |

| Arbitro: | Lovison (Padova) |

|                                                  |           |  |
| Maistrello 21’, 39’ De Sena 89’ Sorrentino 90+3’ | Marcatori |  |

| Arbitro: | Carella (Bari) |

|                          |           |                           |
| Ragatzu 3’, 90+1’ (rig.) | Marcatori | 10’ Kabashi 60’ Galuppini |

| Arbitro: | Petrella (Viterbo) |

|                             |           |                     |
| Possenti 49’ Maistrello 72’ | Marcatori | 89’ (rig.) Cesarini |

| Arbitro: | Vigile (Cosenza) |

|             |           |                                |
| Correia 65’ | Marcatori | 78’ De Sena 85’ (rig.) Kabashi |

| Arbitro: | Virgilio (Trapani) |

|                  |           |  |
| Possenti 9’, 34’ | Marcatori |  |

| Arbitro: | Delrio (Reggio Emilia) |

|                         |           |         |
| Marcheggiani 17’ (rig.) | Marcatori | 8’ Rada |

#### Girone di ritorno
| Arbitro: | Panettella (Gallarate) |

|                               |           |                |
| Gabrielloni 9’ F. Ferrari 83’ | Marcatori | 35’ Maistrello |

| Arbitro: | Saia (Palermo) |

|                             |           |               |
| Kabashi 43’ (rig.) Rada 77’ | Marcatori | 52’ Galligani |

| Arbitro: | Feliciani (Molfetta) |

|                                     |           |  |
| Della Morte 23’ Costantino 74’, 78’ | Marcatori |  |

| Meda 7 febbraio 2021, ore 15:00 CET 23ª giornata | Renate          | 0 – 0 referto | Pontedera | Stadio Città di Meda (0 spett.)\| Arbitro: \| Marotta (Sapri) \| |
| Arbitro:                                         | Marotta (Sapri) |               |           |                                                                  |

| Busto Arsizio 14 febbraio 2021, ore 15:00 CET 24ª giornata | Pro Patria         | 0 – 0 referto | Renate | Stadio Carlo Speroni (0 spett.)\| Arbitro: \| Marcenaro (Genova) \| |
| Arbitro:                                                   | Marcenaro (Genova) |               |        |                                                                     |

| Arbitro: | Galipò (Firenze) |

|  |           |                           |
|  | Marcatori | 41’ Giorgione 45’ Manconi |

| Arbitro: | Carrione (Castellammare di Stabia) |

|  |           |                      |
|  | Marcatori | 25’ (rig.) Galuppini |

| Arbitro: | Arace (Lugo) |

|                |           |             |
| Maistrello 21’ | Marcatori | 90+3’ Gonzi |

| Arbitro: | Moriconi (Roma) |

|                       |           |              |
| Cauz 81’ Iocolano 88’ | Marcatori | 7’ Galuppini |

| Meda 7 marzo 2021, ore 21:00 CET 29ª giornata | Renate       | 0 – 0 referto | Carrarese | Stadio Città di Meda (0 spett.)\| Arbitro: \| Miele (Nola) \| |
| Arbitro:                                      | Miele (Nola) |               |           |                                                               |

| Arbitro: | Angelucci (Foligno) |

|              |           |  |
| Giovinco 30’ | Marcatori |  |

| Arbitro: | RicciRicci (Firenze) |

|                               |           |  |
| Possenti 30’ (aut.) Celia 64’ | Marcatori |  |

| Arbitro: | Catanoso (Reggio Calabria) |

|                            |           |  |
| Marano 11’ Galuppini 90+4’ | Marcatori |  |

| Arbitro: | Garofalo (Torre del Greco) |

|                     |           |                 |
| Corti 28’ Perna 79’ | Marcatori | 45+1’ Anghileri |

| Arbitro: | Arena (Torre del Greco) |

|                 |           |                          |
| Guglielmotti 5’ | Marcatori | 73’ Ragatzu 85’ Gagliano |

| Arbitro: | Natilla (Molfetta) |

|                |           |  |
| Chinellato 19’ | Marcatori |  |

| Arbitro: | Bordin (Bassano del Grappa) |

|                             |           |         |
| Possenti 26’ Maistrello 49’ | Marcatori | 17’ Aké |

| Sesto San Giovanni 25 aprile 2021, ore 15:00 CEST 37ª giornata | Pro Sesto         | 0 – 0 referto | Renate | Stadio Ernesto Breda (0 spett.)\| Arbitro: \| Cavaliere (Paola) \| |
| Arbitro:                                                       | Cavaliere (Paola) |               |        |                                                                    |

| Arbitro: | Giordano (Novara) |

|                  |           |  |
| Nocciolini 45+3’ | Marcatori |  |

### Play-off
| Arbitro: | Moriconi (Roma) |

|           |           |           |
| Mbaye 80’ | Marcatori | 86’ Silva |

| Arbitro: | Bitonti (Bologna) |

|             |           |                |
| Kabashi 35’ | Marcatori | 58’ Volpicelli |

| Arbitro: | F. Longo (Paola) |

|                      |           |                      |
| Kabashi 90+3’ (rig.) | Marcatori | 5’, 22’, 52’ Chiricò |

| Arbitro: | Feliciani (Teramo) |

|             |           |                                        |
| Ronaldo 81’ | Marcatori | 49’ Galuppini 56’ Kabashi 66’ Giovinco |

### Coppa Italia
| Arbitro: | Gariglio (Pinerolo) |

|                            |           |            |
| Giovinco 10’ Galuppini 75’ | Marcatori | 84’ Burgio |

| Arbitro: | Marchetti (Ostia) |

|                 |           |               |
| Merola 17’, 79’ | Marcatori | 90’ Galuppini |

## Statistiche

### Statistiche di squadra
| Competizione | Punti | In casa | In casa | In casa | In casa | In casa | In casa | In trasferta | In trasferta | In trasferta | In trasferta | In trasferta | In trasferta | Totale | Totale | Totale | Totale | Totale | Totale | D.R. |
| Competizione | Punti | G       | V       | N       | P       | Gf      | Gs      | G            | V            | N            | P            | Gf           | Gs           | G      | V      | N      | P      | Gf     | Gs     | D.R. |
| ------------ | ----- | ------- | ------- | ------- | ------- | ------- | ------- | ------------ | ------------ | ------------ | ------------ | ------------ | ------------ | ------ | ------ | ------ | ------ | ------ | ------ | ---- |
| Serie C      | 65    | 19      | 12      | 3       | 4       | 27      | 15      | 19           | 7            | 5            | 7            | 20           | 21           | 38     | 19     | 8      | 11     | 47     | 36     | +11  |
| Coppa Italia | -     | 1       | 1       | 0       | 0       | 2       | 1       | 1            | 0            | 0            | 1            | 1            | 2            | 2      | 1      | 0      | 1      | 3      | 3      | 0    |
| Totale       | 65    | 20      | 13      | 3       | 4       | 29      | 16      | 20           | 7            | 5            | 8            | 21           | 23           | 40     | 20     | 8      | 12     | 50     | 39     | +11  |

### Andamento in campionato
| Giornata  | 1  | 2  | 3 | 4 | 5 | 6 | 7 | 8 | 9 | 10 | 11 | 12 | 13 | 14 | 15 | 16 | 17 | 18 | 19 | 20 | 21 | 22 | 23 | 24 | 25 | 26 | 27 | 28 | 29 | 30 | 31 | 32 | 33 | 34 | 35 | 36 | 37 | 38 |
| --------- | -- | -- | - | - | - | - | - | - | - | -- | -- | -- | -- | -- | -- | -- | -- | -- | -- | -- | -- | -- | -- | -- | -- | -- | -- | -- | -- | -- | -- | -- | -- | -- | -- | -- | -- | -- |
| Luogo     | C  | T  | C | T | C | T | C | T | C | T  | T  | C  | T  | C  | T  | C  | T  | C  | T  | T  | C  | T  | C  | T  | C  | T  | C  | T  | C  | C  | T  | C  | T  | C  | T  | C  | T  | C  |
| Risultato | P  | V  | V | V | V | P | P | N | V | V  | V  | V  | V  | V  | N  | V  | V  | V  | N  | P  | V  | P  | N  | N  | P  | V  | N  | P  | N  | V  | P  | V  | P  | P  | P  | V  | N  | V  |
| Posizione | 15 | 10 | 4 | 4 | 1 | 5 | 6 | 7 | 3 | 1  | 2  | 2  | 1  | 1  | 1  | 1  | 1  | 1  | 1  | 2  | 1  | 2  | 2  | 2  | 2  | 2  | 2  | 3  | 3  | 3  | 3  | 4  | 5  | 6  | 4  | 4  | 4  | 3  |

Legenda:

Luogo: C = Casa; T = Trasferta. Risultato: V = Vittoria; N = Pareggio; P = Sconfitta.